# 森田優三
森田 優三（もりた ゆうぞう、1901年8月29日 - 1994年2月7日）は、日本の経済学者。一橋大学教授・内閣統計局長・日本統計学会会長を歴任。1974年勲一等瑞宝章受章。

## 略歴
- 神奈川県生まれ。

### 学歴
- 旧制大阪府立天王寺中学校（現大阪府立天王寺高等学校）
- 神戸高等商業学校（現神戸大学）
- 1925年　東京商科大学（現一橋大学）卒業（藤本幸太郎教授に師事[1]）

### 職歴等
- 1925年（大正15年） - 横浜高等商業学校（現横浜国立大学）講師
- 1929年（昭和4年） - 横浜高等商業学校教授
- 1937年（昭和12年） - ドイツに留学（2年間）[2]
- 1947年（昭和22年） - 内閣統計局長、総理庁統計局長
- 1949年（昭和24年） - 総理府統計局長
- 1950年（昭和25年） - 一橋大学経済学部教授
- 1961年（昭和36年） - 一橋大学附属図書館長[3]
- 1965年（昭和40年） - 一橋大学を定年退官、青山学院大学経済学部教授
- 立教大学経済学部教授[4]
- 1970年（昭和45年） - 福岡大学経済学部教授、
- 1974年（昭和49年） - 亜細亜大学学長。

#### 学外における役職
- 1931年（昭和6年） - 日本統計学会創立発起人となり、1967年に同学会第8代会長。統計審議会会長等も務めた。

## 著作
- 『ボルトケウィッチの少數法則に就いて』出版社不明 1924年
- 『人口增加の法則』 出版社不明 1929年
- 『統計に於ける極限概念』出版社不明 1930年
- 『統計 概論』 産業図書 1932年
- 『物価指数の理論と実際』 東洋出版 1935年
- 『現代金融経済全集 第14巻』 改造社 1935年
- 『統計学全集 第6巻』 東洋出版社 1935年
- 『統計概論』 経済図書 1937年
- 『ナチス人口政策の五カ年』 東京商科大学 1939年
- 『新経済学全集 第1-17巻』（中山伊知郎、東畑精一共編） 日本評論社 1939年
- 『統計學汎論』 日本評論社 1941年
- 『人口増加の分析』日本評論社 1944年
- 『統計のはなし』 三省堂 1949年
- 『統計から見た世界と日本 (教養の書:第16)』 通信教育振興会 1952年
- 『図解日本の経済』 春秋社 1953年
- 『高等学校統計：指導書』 実教出版 1954年
- 『統計学』 青林書院 1955年
- 『経済変動の統計分析法』 岩波書店 1955年
- 『統計実務ハンドブック 第1 (統計計算とグラフ)』 一粒社 1957年
- 『経済学演習講座』 青林書院 1957年

## 弟子
指導学生に溝口敏行（一橋大学名誉教授）、宮川公男（一橋大学名誉教授）など。

## 受章歴・叙勲歴
- 勲一等瑞宝章（1974年）